# ランドネットディディ
株式会社ランドネットディディ（RandnetDD、ランドネットDD）は、1999年6月30日に設立されたリクルートと任天堂の合弁会社。
64DDを使用した会員制ネットワークサービス「ランドネット」を運営するために設立された。

## 略歴
香山哲（当時マリーガル・マネジメント取締役社長、当時メディアファクトリー常務取締役）が中心となって設立された。
- 1999年
  - 6月30日 - 任天堂とリクルートが折半出資する合弁会社として設立、代表取締役社長にはリクルートの田中正則が就任。
  - 11月11日 - ランドネットの会員募集開始
- 当初、会員数は10万人限定、同年12月1日にサービス開始予定、入会経路はテレビゲームを扱う指定店（家電量販店、TVパニックなどの専門店・総合スーパー）や、コールセンタ・FAXで申込書を取り寄せる方法だった。
- 2000年2月24日 - サービス開始
- 2001年2月28日 - ランドネットがサービス終了。その後当社は解散となるが、清算時期や出資元2社の具体的な損失額は公表されていない。

当社社長を務めた田中正則はリクルートに戻り、リクルートスタッフィング情報サービスの代表取締役社長を経て、2010年より株式会社博展の代表取締役社長となっている。